# Mr. Pig (filme)
Mr. Pig é um filme mexicano de 2016, do género drama, dirigido por Diego Luna, com trilha sonora de Camilo Froideval e protagonizado por Danny Glover. O filme teve sua estréia em 26 de fevereiro de 2016 no Festival de Cinema de Sundance e em 22 de julho no México. O filme retrata a amizade entre um fazendeiro alcoólatra do interior do México e seu porco adulto de estimação Eugene.

## Sinopse
O filme conta a história de Ambrose, um fazendeiro alcoólatra, solitário e praticamente falido que vive na zona rural do México e tem uma relação de muito afeto com seu amado porco Eugene. Ele decide cruzar a fronteira entre os Estados Unidos e o México a fim de vender seu valioso porco para um importante criador, que é seu velho amigo. As negociações não dão certo, e Ambrose se vê mergulhado em desesperança, situação agravada por duas coisas: a doença de Eugene e a visita inesperada de sua filha Eunice, com quem não tem uma boa relação.

## Elenco
- Danny Glover - Ambrose
- Maya Rudolph - Eunice
- José María Yazpik - Payo
- Joel Murray - Gringo
- Angélica Aragón - Chila
- Gabriela Araujo - Brianda
- Paulino Partida - Ermilo
- Johanna Murillo - Mulher de Payo
- Juan Pablo Medina - Agente Aduaneiro
- Pablo Cruz - Turista
- Carisa de Leon - Amiga da Mulher de Payo
- Gerardo Elizalde - Policial
- Alejandro Luna Doutor
- Raymundo Medina - Comprador de Gado Morto
- Hector Molina - Fazendeiro